# Comamonas piscis
Comamonas piscis es una especie de bacteria gramnegativa del género Comamonas. Fue descrita en el año 2016. Su etimología hace referencia a pez. Es aerobia e inmóvil. Tiene un tamaño de 0,6-0,7 μm de ancho. Forma colonias circulares, translúcidas y de color amarillo pálido en agar NA tras 48 horas de incubación. Temperatura de crecimiento entre 10-30 °C, óptima de 25 °C. Catalasa y oxidasa positivas. Se ha aislado del intestino del pez roca coreano Sebastes schlegelii. 